# Llista d'asteroides/168201-168300
| Nom      | Designació provisional | Data de descobriment   | Lloc de descobriment | Descobridor/s                                          |
| -------- | ---------------------- | ---------------------- | -------------------- | ------------------------------------------------------ |
| 168201 - | 2006 JJ23              | 3 de maig de 2006      | Mount Lemmon         | Mount Lemmon Survey                                    |
| 168202 - | 2006 JP26              | 5 de maig de 2006      | Reedy Creek          | J. Broughton                                           |
| 168203 - | 2006 JB27              | 5 de maig de 2006      | Piszkéstető          | K. Sárneczky                                           |
| 168204 - | 2006 JP27              | 1 de maig de 2006      | Socorro              | LINEAR                                                 |
| 168205 - | 2006 JE28              | 3 de maig de 2006      | Kitt Peak            | Spacewatch                                             |
| 168206 - | 2006 JH29              | 3 de maig de 2006      | Kitt Peak            | Spacewatch                                             |
| 168207 - | 2006 JK29              | 3 de maig de 2006      | Kitt Peak            | Spacewatch                                             |
| 168208 - | 2006 JH30              | 3 de maig de 2006      | Kitt Peak            | Spacewatch                                             |
| 168209 - | 2006 JP30              | 3 de maig de 2006      | Kitt Peak            | Spacewatch                                             |
| 168210 - | 2006 JW37              | 5 de maig de 2006      | Anderson Mesa        | LONEOS                                                 |
| 168211 - | 2006 JF39              | 6 de maig de 2006      | Mount Lemmon         | Mount Lemmon Survey                                    |
| 168212 - | 2006 JJ43              | 5 de maig de 2006      | Kitt Peak            | Spacewatch                                             |
| 168213 - | 2006 JE45              | 7 de maig de 2006      | Mount Lemmon         | Mount Lemmon Survey                                    |
| 168214 - | 2006 JO46              | 7 de maig de 2006      | Kitt Peak            | Spacewatch                                             |
| 168215 - | 2006 JF47              | 10 de maig de 2006     | Palomar              | NEAT                                                   |
| 168216 - | 2006 JS48              | 8 de maig de 2006      | Siding Spring        | SSS                                                    |
| 168217 - | 2006 JH53              | 6 de maig de 2006      | Mount Lemmon         | Mount Lemmon Survey                                    |
| 168218 - | 2006 JV54              | 8 de maig de 2006      | Mount Lemmon         | Mount Lemmon Survey                                    |
| 168219 - | 2006 JK55              | 9 de maig de 2006      | Mount Lemmon         | Mount Lemmon Survey                                    |
| 168220 - | 2006 JQ57              | 8 de maig de 2006      | Mount Lemmon         | Mount Lemmon Survey                                    |
| 168221 - | 2006 JO60              | 1 de maig de 2006      | Kitt Peak            | M. W. Buie                                             |
| 168222 - | 2006 KU                | 18 de maig de 2006     | Palomar              | NEAT                                                   |
| 168223 - | 2006 KY1               | 16 de maig de 2006     | Palomar              | NEAT                                                   |
| 168224 - | 2006 KA7               | 19 de maig de 2006     | Mount Lemmon         | Mount Lemmon Survey                                    |
| 168225 - | 2006 KV10              | 19 de maig de 2006     | Mount Lemmon         | Mount Lemmon Survey                                    |
| 168226 - | 2006 KH15              | 20 de maig de 2006     | Mount Lemmon         | Mount Lemmon Survey                                    |
| 168227 - | 2006 KQ27              | 20 de maig de 2006     | Kitt Peak            | Spacewatch                                             |
| 168228 - | 2006 KA32              | 20 de maig de 2006     | Kitt Peak            | Spacewatch                                             |
| 168229 - | 2006 KH35              | 20 de maig de 2006     | Kitt Peak            | Spacewatch                                             |
| 168230 - | 2006 KV39              | 23 de maig de 2006     | Siding Spring        | SSS                                                    |
| 168231 - | 2006 KK40              | 18 de maig de 2006     | Palomar              | NEAT                                                   |
| 168232 - | 2006 KO41              | 19 de maig de 2006     | Palomar              | NEAT                                                   |
| 168233 - | 2006 KC44              | 21 de maig de 2006     | Kitt Peak            | Spacewatch                                             |
| 168234 - | 2006 KX67              | 25 de maig de 2006     | Lulin Observatory    | Q.-z. Ye                                               |
| 168235 - | 2006 KZ72              | 23 de maig de 2006     | Kitt Peak            | Spacewatch                                             |
| 168236 - | 2006 KA80              | 25 de maig de 2006     | Mount Lemmon         | Mount Lemmon Survey                                    |
| 168237 - | 2006 KH80              | 25 de maig de 2006     | Mount Lemmon         | Mount Lemmon Survey                                    |
| 168238 - | 2006 KM80              | 25 de maig de 2006     | Mount Lemmon         | Mount Lemmon Survey                                    |
| 168239 - | 2006 KK82              | 25 de maig de 2006     | Mount Lemmon         | Mount Lemmon Survey                                    |
| 168240 - | 2006 KW84              | 24 de maig de 2006     | Palomar              | NEAT                                                   |
| 168241 - | 2006 KD86              | 21 de maig de 2006     | Catalina             | CSS                                                    |
| 168242 - | 2006 KO86              | 24 de maig de 2006     | Palomar              | NEAT                                                   |
| 168243 - | 2006 KB90              | 22 de maig de 2006     | Siding Spring        | SSS                                                    |
| 168244 - | 2006 KW98              | 26 de maig de 2006     | Socorro              | LINEAR                                                 |
| 168245 - | 2006 KX98              | 26 de maig de 2006     | Mount Lemmon         | Mount Lemmon Survey                                    |
| 168246 - | 2006 KF101             | 25 de maig de 2006     | Mount Lemmon         | Mount Lemmon Survey                                    |
| 168247 - | 2006 KA102             | 27 de maig de 2006     | Kitt Peak            | Spacewatch                                             |
| 168248 - | 2006 KC103             | 29 de maig de 2006     | Socorro              | LINEAR                                                 |
| 168249 - | 2006 KF105             | 28 de maig de 2006     | Kitt Peak            | Spacewatch                                             |
| 168250 - | 2006 KU109             | 31 de maig de 2006     | Mount Lemmon         | Mount Lemmon Survey                                    |
| 168251 - | 2006 KY121             | 30 de maig de 2006     | Siding Spring        | SSS                                                    |
| 168252 - | 2006 LA1               | 2 de juny de 2006      | Hibiscus             | S. F. Hönig, N. Teamo                                  |
| 168253 - | 2006 LZ2               | 14 de juny de 2006     | Palomar              | NEAT                                                   |
| 168254 - | 2006 LY3               | 15 de juny de 2006     | Kitt Peak            | Spacewatch                                             |
| 168255 - | 2006 LO7               | 6 de juny de 2006      | Siding Spring        | SSS                                                    |
| 168256 - | 2006 MY                | 16 de juny de 2006     | Kitt Peak            | Spacewatch                                             |
| 168257 - | 2006 MF1               | 16 de juny de 2006     | Kitt Peak            | Spacewatch                                             |
| 168258 - | 2006 MO3               | 16 de juny de 2006     | Palomar              | NEAT                                                   |
| 168259 - | 2006 MM9               | 19 de juny de 2006     | Kitt Peak            | Spacewatch                                             |
| 168260 - | 2006 NT                | 2 de juliol de 2006    | Eskridge             | Eskridge                                               |
| 168261 - | 2006 PW3               | 15 d'agost de 2006     | Suno                 | V. S. Casulli                                          |
| 168262 - | 2006 PJ27              | 12 d'agost de 2006     | Siding Spring        | SSS                                                    |
| 168263 - | 2006 PX36              | 12 d'agost de 2006     | Palomar              | NEAT                                                   |
| 168264 - | 2006 PO37              | 13 d'agost de 2006     | Palomar              | NEAT                                                   |
| 168265 - | 2006 QH37              | 16 d'agost de 2006     | Siding Spring        | SSS                                                    |
| 168266 - | 2006 QJ46              | 20 d'agost de 2006     | Palomar              | NEAT                                                   |
| 168267 - | 2006 SA353             | 30 de setembre de 2006 | Catalina             | CSS                                                    |
| 168268 - | 2007 PQ1               | 5 d'agost de 2007      | Črni Vrh             | Črni Vrh                                               |
| 168269 - | 2007 PS1               | 5 d'agost de 2007      | Reedy Creek          | J. Broughton                                           |
| 168270 - | 2007 PY1               | 6 d'agost de 2007      | Great Shefford       | P. Birtwhistle                                         |
| 168271 - | 2007 PE6               | 8 d'agost de 2007      | Socorro              | LINEAR                                                 |
| 168272 - | 2007 PY7               | 10 d'agost de 2007     | Reedy Creek          | J. Broughton                                           |
| 168273 - | 2007 PJ16              | 8 d'agost de 2007      | Socorro              | LINEAR                                                 |
| 168274 - | 2007 PU16              | 8 d'agost de 2007      | Socorro              | LINEAR                                                 |
| 168275 - | 2007 PZ16              | 8 d'agost de 2007      | Socorro              | LINEAR                                                 |
| 168276 - | 2007 PS17              | 9 d'agost de 2007      | Socorro              | LINEAR                                                 |
| 168277 - | 2007 PP21              | 9 d'agost de 2007      | Socorro              | LINEAR                                                 |
| 168278 - | 2007 PJ29              | 9 d'agost de 2007      | Socorro              | LINEAR                                                 |
| 168279 - | 2007 PV32              | 9 d'agost de 2007      | Socorro              | LINEAR                                                 |
| 168280 - | 2007 QR5               | 18 d'agost de 2007     | Purple Mountain      | PMO NEO Survey Program                                 |
| 168281 - | 2007 QM8               | 21 d'agost de 2007     | Anderson Mesa        | LONEOS                                                 |
| 168282 - | 2007 QU9               | 22 d'agost de 2007     | Socorro              | LINEAR                                                 |
| 168283 - | 2007 RR23              | 3 de setembre de 2007  | Catalina             | CSS                                                    |
| 168284 - | 2007 RT36              | 8 de setembre de 2007  | Anderson Mesa        | LONEOS                                                 |
| 168285 - | 2007 RZ77              | 10 de setembre de 2007 | Mount Lemmon         | Mount Lemmon Survey                                    |
| 168286 - | 2007 RJ117             | 11 de setembre de 2007 | Kitt Peak            | Spacewatch                                             |
| 168287 - | 2007 RG145             | 14 de setembre de 2007 | Socorro              | LINEAR                                                 |
| 168288 - | 2007 RO210             | 11 de setembre de 2007 | Kitt Peak            | Spacewatch                                             |
| 168289 - | 2007 SD                | 17 de setembre de 2007 | RAS                  | A. Lowe                                                |
| 168290 - | 2045 P-L               | 24 de setembre de 1960 | Palomar              | C. J. van Houten, I. van Houten-Groeneveld, T. Gehrels |
| 168291 - | 3041 P-L               | 24 de setembre de 1960 | Palomar              | C. J. van Houten, I. van Houten-Groeneveld, T. Gehrels |
| 168292 - | 4267 P-L               | 25 de setembre de 1960 | Palomar              | C. J. van Houten, I. van Houten-Groeneveld, T. Gehrels |
| 168293 - | 4724 P-L               | 24 de setembre de 1960 | Palomar              | C. J. van Houten, I. van Houten-Groeneveld, T. Gehrels |
| 168294 - | 4883 P-L               | 24 de setembre de 1960 | Palomar              | C. J. van Houten, I. van Houten-Groeneveld, T. Gehrels |
| 168295 - | 6280 P-L               | 24 de setembre de 1960 | Palomar              | C. J. van Houten, I. van Houten-Groeneveld, T. Gehrels |
| 168296 - | 6740 P-L               | 24 de setembre de 1960 | Palomar              | C. J. van Houten, I. van Houten-Groeneveld, T. Gehrels |
| 168297 - | 7575 P-L               | 17 d'octubre de 1960   | Palomar              | C. J. van Houten, I. van Houten-Groeneveld, T. Gehrels |
| 168298 - | 3230 T-1               | 26 de març de 1971     | Palomar              | C. J. van Houten, I. van Houten-Groeneveld, T. Gehrels |
| 168299 - | 1048 T-2               | 29 de setembre de 1973 | Palomar              | C. J. van Houten, I. van Houten-Groeneveld, T. Gehrels |
| 168300 - | 1217 T-2               | 29 de setembre de 1973 | Palomar              | C. J. van Houten, I. van Houten-Groeneveld, T. Gehrels |